# GOG
Genival Oliveira Gonçalves  (Sobradinho, 9 de março  de 1965), mais conhecido pelo seu nome artístico GOG, é um rapper, cantor, e escritor brasileiro. É considerado um dos pioneiros do Hip Hop Brasiliense. Desde o início da carreira, ganhou a alcunha de Poeta. Seu mais recente trabalho é o álbum Mumm Ra High Tech (MunrraRaiteque), lançado em 2017. Seu primeiro disco de carreira foi gravado no ano de 1992 e está prestes a apresentar o seu novo trabalho - GOG - ISO 9000 do Gueto em novembro de 2015.

## Biografia
Genival nasceu em Sobradinho, Distrito Federal, em 1965, tendo se mudado em 1973 para o Guará, onde residiu até 1991. Foi nessa cidade que iniciou os trabalhos com o rap: os lazeres nas quadras do Guará I e II, os "sons" (festas dançantes caseiras) nas noites de sábado, os bailes no Pandiá Calógeras, City, Primavera, Quarentão, ASCADE, Dizzy Som (Fonte do Bom Paladar), ARUC, Salão de Múltiplas Funções do Guará, o convívio com os primos mais velhos amantes da black music, os vinis e o toca-discos de seu pai foram peças importantes para o desenvolvimento e efetivação de sua arte. Sua primeira participação em um grupo foi no "Magrello's Pop Funk", um grupo de dança que daria origem ao grupo de rap "Os Magrello's'', além da iniciação no break, a chegada ao rap e, consequentemente, a faculdade.
No final dos anos 1980, no Distrito Federal, o "Movimento hip hop" começou a crescer gradualmente, mesmo independente de outros estados. Genival adota o pseudônimo GOG - que são as iniciais de seu nome completo e inicia sua carreira artística. A dupla paulista Thaíde e DJ Hum se apresentou no Distrito Federal pela primeira vez em 1989 e iniciou-se ali um intercâmbio entre os estados.
No ano de 1990, GOG recebe o convite do DJ Leandronik para participar da coletânea "Rap Ataca", do selo Kaskata's, onde grava a música "A Vida", o que seria sua primeira gravação oficial. Em 1992, GOG, em parceria com o selo de rap Discovery lança o compilado "Peso Pesado" e seu nome passa a ser projetado pelo país. No ano seguinte, o cantor lança o selo independente "Só Balanço", para apresentar seus trabalhos e dar oportunidades a novos talentos, diante das dificuldades enfrentadas pelo mercado musical. O primeiro projeto foi o LP "Vamos Apagá-los... Com o Nosso Raciocínio", de sua autoria.
A "Só Balanço" a partir do ano de 1996 se torna loja de discos e mais tarde estúdio de gravação, dentro do projeto de autogestão, objetivo principal de sua criação. Por todo o Brasil, acontecem apresentações e suas músicas são executadas nas rádios, inclusive nas comunitárias. Suas ideias e letras se propagam, sendo GOG chamado também por "Poeta do Rap Nacional".
De 1994 a 2000 são lançados mais quatro discos: "Dia-a-Dia da Periferia", "Prepare-se!", "Das Trevas à Luz" e "CPI da Favela". Várias músicas desses álbuns foram divulgadas nas periferias do Brasil. O músico também gravou videoclipes, no caso das versões de "Periferia Segue Sangrando" e "Matemática na Prática", onde recebe o "Prêmio Porte Ilegal" como melhor letrista do rap do país.
Em 1999, a "Só Balanço" lança "GOG CoMvida", sendo a primeira coletânea de rap do Distrito Federal, e "Família G.O.G - Fábrica da Vida" com proposta de ceder espaços para novos artistas, com intuito de fortalecer a continuidade do Movimento Hip Hop na cidade, o qual originou o grupo Viela 17. O próximo álbum, "Tarja Preta" é lançado em 2004 e recebe o Prêmio Hutúz de melhor disco do ano.
Em 2005, GOG é convidado pela banda de reggae Natiruts a participar no CD "Nossa Missão". Ele e Alexandre, apresentam ao público a comentada faixa "Quem Planta o Preconceito?", que também contou com um videoclipe. A parceria continuou e em 2008 os dois participaram no CD do grupo A Família, com o título - Mais Romântico.
No ano seguinte, participa do "Acústico MTV" de Lenine. Ele apresenta-se ao lado do artista da MPB interpretando a faixa "Eu e Lenine (A Ponte)". Nesse mesmo ano, GOG grava o CD "Aviso às Gerações" que traz participações dos cantores Rapadura e de Lindomar 3L, ambos aclamados pela mídia como duas novas revelações do Hip Hop nacional. Ainda em 2006, "O Poeta" é convidado por KL Jay para participar da gravação do CD "Rotação 33, Fita Mixada".
Em 2007, GOG grava seu primeiro DVD "Cartão Postal Bomba!" cujo lançamento aconteceu em 2009. Destacam-se, além da emocionante abertura ao lado de  sua mãe, Dona Sebastiana, as participações de Lenine, Maria Rita, Gerson King Combo, Paulo Diniz, Ellen Oléria, Mascoty, Isaías Jr, Nego Dé, entre outros. O formato da apresentação é inovador: GOG grava vários de seus hits acompanhado pela banda MPB Black.
GOG recebe os prêmios Hutúz (quatro categorias) pelo CD "Aviso às Gerações" e "Dom Quixote de La Perifa" que, segundo a Cooperifa "[...] é uma homenagem a umas cem pessoas importantes da periferia, e pessoas que ajudam a periferia a se transformar em um lugar melhor para viver".
Em dezembro de 2007, lança o CD "Cartão Postal Bomba!", ao vivo. O lançamento é feito com exclusividade pela internet por meio do site oficial do artista. GOG apresenta uma nova proposta de negociação, divulgação, distribuição, reforçando assim, a interação com o seu público e toda comunidade, promovendo o discurso conceitual da autogestão para debate.
A aproximação com a literatura marginal e os movimentos culturais são essenciais para a sobrevivência do texto e do teor evolutivo do Hip Hop, segundo Gog, que estreita alianças com vários ativistas: Sérgio Vaz, Cooperifa, Férrez, 1daSul, Nelson Maca, Coletivo Blackitude, Alessandro Buzo, Suburbano Convicto e Sacolinha Graduado, entre vários outros. Os movimentos sociais também se aproximam, como MST, MTST, Ação Educativa passam a ser parceiros de seu trabalho. Em setembro de 2010 lançou o seu primeiro livro, intitulado A Rima Denuncia, que traz 48 letras de rap de diversas fases de sua carreira.
GOG permanece ativo e atuante. Seu novo disco - ISO 9000 do Gueto - chega em novembro de 2015 - Dezenove faixas, com treze produtores brasileiros. Participam Zeca Baleiro, Dhy Ribeiro, Ellen Oléria, Hamilton de Holanda, Kalyne Lima, Ze Brown, Wellyngton Abreu, Kiko Santana, Gato Preto, entre outros... Foram lançados os vdeo clipes de duas das faixas - Africa Tática  e Heroinas e Herois.
Em 2015, lança o disco - ISO 9000 do Gueto - Participaram Zeca Baleiro, Dhy Ribeiro, Ellen Oléria, Hamilton de Holanda, Kalyne Lima, Ze Brown, Wellyngton Abreu, Kiko Santana, Gato Preto, entre outros.
Em 2015 – Genival Oliveira Gonçalves  - Gravadora: Só Balanço.

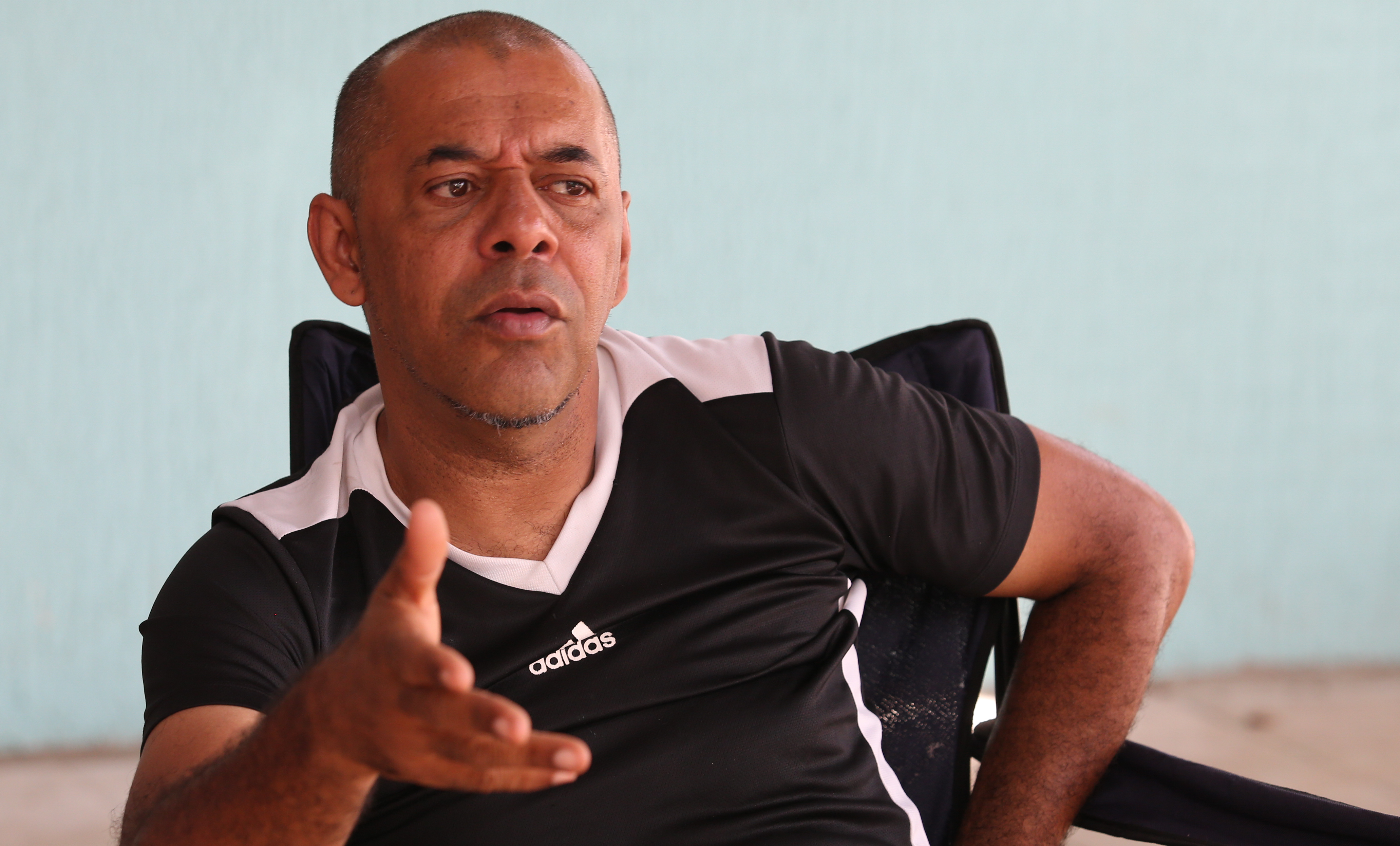
GOG em 2016

E em 2017, lança o disco ‘Mumm - Ra High Tech’, seu 11º disco, o rapper segue fiel à sua trajetória, agora sob uma roupagem que mescla beats eletrônicos com batidas contemporâneas. Fiel ao peso que a palavra tem em sua antologia musical, a gravação em DVD do disco, terá diversas representações da palavra nos diversos arquétipos que compõe o espetáculo. A gravação do DVD ‘Mumm - Ra High Tech’, traz inúmeras parcerias, como a do roteirista Carlos Laredo (Meninos da Guerra e Teto e Paz), que traz uma concepção teatral para o espetáculo; o DJ A, nos Beats, e os rappers convidados: Afroragga (MOVNI), Rebecca Realeza (Sobreviventes de Rua), Thábata e Thiago Jamelão.
No ano de 2024, o GOG (reconhecido como poeta do rap nacional) cria a Casa GOG projeto voltado para atividades musicais e pedagógicas. Segundo o rapper a Casa GOG é resultado 30 anos de caminhada dentro do hip hop que conhece as comunidades e diálogo com as periferias brasileiras, dos barracos, dos becos, das vielas.

Membros Atuais
- GOG - Vocal (1991-presente)
- DJ A - Toca Discos
- Victor Vitrola - Voz e Baixo
- Richelmy Oliveira - Percussão
- Rafael Cruz (Tico) - Baixo

Membros Antigos
Romix - Japão - Dino Black - Manomix - Dj Tiago

## Discografia
Álbuns de estúdio
- 1992 - Peso Pesado
- 1993 - Vamos Apagá-los com Nosso Raciocínio
- 1994 - Dia a Dia da Periferia
- 1996 - Prepare-se!
- 1998 - Das Trevas à Luz
- 2000 - CPI da Favela
- 2004 - Tarja Preta
- 2006 - Aviso às Gerações
- 2015 - Genival Oliveira Gonçalves
- 2017 - Mumm-Rá High Tech

Álbuns ao vivo
- 2007 - Cartão Postal Bomba!

Coletânea
- 1991 - Rap Ataca
- 1993 - Rap & Rock de 93
- 1999 - GOG Convida
- 2001 - Familia G.O.G - Fábrica da Vida

DVDs
- 2009 - Cartão Postal Bomba!

Singles
- 2017 - Escrevo demais
- 2017 - Control S dor

## Prêmios
| Ano  | Prêmio       | Categoria             | Ref   |
| ---- | ------------ | --------------------- | ----- |
| 2007 | Prêmio Hutúz | Grupo ou Artista Solo | [ 9 ] |